# 裏表七人組
『裏表七人組』（Seven Sinners）は、ルイス・マイルストン監督・脚本、ダリル・F・ザナック共同脚本による1925年のアメリカ合衆国の白黒・サイレント・コメディ・クライム映画である。製作はワーナー・ブラザースが行った。
マイルストンは1918年と1919年に米国陸軍省で短編トレーニング映画を監督し、また1921年にウィリアム・A・サイターの『The Foolish Age』で助監督を務めたが、自身で長編映画を監督したのはこれが初めてであった。

## キャスト
- マリー・プレヴォー（英語版）
- クライヴ・ブルック（英語版）
- ジョン・パトリック
- ヘイニー・コンクリン
- クロード・ギリングウォーター（英語版）
- マシルド・ブランデージ（英語版）
- ダン・メイソン（英語版）
- フレッド・ケルシー（英語版）

## フィルムの現状と再公開
映画は1933年以前のナイトレート・フィルムが使われていたために1948年12月にジャック・ワーナーが多くのネガを破棄した際に失われたと考えられていたが、2015年にオーストラリアのクイーンズランド州で再発見された。
2017年2月19日にクイーンズランド州で復元されたバージョンが上映された。